# Thorp (Wisconsin)
Pour les articles homonymes, voir Thorp.
Thorp est une ville américaine située dans le comté de Clark, au Wisconsin. Selon le recensement de 2010, sa population est de 1 621 habitants.